# Последнее дело
«Последнее дело» (англ. The Final Problem) — третий эпизод четвёртого сезона британского телесериала «Шерлок» и тринадцатый в целом. Эпизод был показан на BBC One, PBS, 1+1 и в России на Первом канале 15 января 2017 года.
За сутки до официального выхода произошла утечка: 13-я серия, дублированная на русский язык, оказалась выложенной в интернет, что вынудило создателей сериала публично попросить уже посмотревших её не распространять информацию, раскрывающую детали сюжета.

## Краткое содержание
Шерлок в присутствии Джона вынуждает своего старшего брата Майкрофта Холмса рассказать об их сестре Эвр. После чего все трое отправляются на остров Шерринфорд, где она находится на принудительном лечении. Но эта тюрьма-больница оказывается под управлением самой Эвр, и теперь Джону, Майкрофту и Шерлоку предстоит выполнять её задания, чтобы спасти «самолёт, в котором летит девочка, а все пассажиры и пилоты спят».

## Сюжет
Шерлок жестоко разыгрывает Майкрофта, чтобы тот в приступе страха раскрыл существование их общей сестры Эвр (англ. Eurus). Позже на Бейкер-стрит он рассказывает брату и Джону правду: третий ребёнок Холмсов ещё в ранние годы показал обладание сверхразумом; её поступки даже на тот момент были очень жестокими, поэтому их дядя решает изолировать Эвр от окружающих, помещая её, без ведома родителей, в колонию.
После все трое отправляются на остров Шерринфорд (англ. Sherrinford), где и находится сестра, о которой, как выясняется, Шерлок помнит очень мало. Но тюрьма-больница оказывается под её управлением (из-за ошибки надзирателя, который нарушил правила, приведя жену), и теперь троица, зная, что во власти Эвр разбить летящий самолет с пассажирами на борту, вынуждена выполнять задания, которые она им ставит.
Первым заданием было убийство надзирателя за небольшое время Майкрофтом или Джоном под страхом того, что гений убьёт его супругу. После длительных колебаний они так и не решаются на убийство; тогда надзиратель в отчаянии застреливается, а Эвр убивает его жену, так как условие было нарушено. Следующее задание требует раскрыть преступление, совершенное некогда одним из троих братьев. После этого третья загадка от Эвр оказывается еще более странной. В третьей комнате герои находят гроб с надписью «Я тебя люблю». Шерлок понимает, что задачка будет касаться Молли Хупер. Эвр звонит Молли и связывает ее с Шерлоком, чтобы тот заставил женщину сказать фразу «Я люблю тебя», в противном случае Эвр угрожает привести в действие бомбу, заложенную в доме Молли. Шерлок просит Молли произнести три главных слова, однако Молли упорно отказывается. Она требует от Шерлока, чтобы он сказал это первым, что он и делает. Молли повторяет фразу как раз вовремя — за 3 секунды до взрыва. Задание выполнено успешно, однако Эвр признается, что никакой бомбы в доме Молли не было.
Эвр требует от Шерлока, чтобы тот застрелил одного из своих спутников; Майкрофт и Джон выдвигают доводы для собственного убийства, но Холмс, неспособный убить брата или друга, решает покончить с собой, однако в самый последний момент Эвр останавливает его и усыпляет всех троих. Вскоре детектив приходит в себя возле старого особняка, где раньше жила их семья. В одной из комнат он находит сестру, которая даёт ему понять, что самолету не угрожает опасность. Выясняется, что в детстве у Шерлока был лучший друг — Виктор Тревор, с которым они играли в пиратов. Эвр было больно, ибо у него имелся товарищ, а у неё — нет. Самолёт был всего лишь метафорой, придуманной узницей. По её словам, когда она закрывает глаза, то оказывается совсем одна; её никто не слышит и не видит, никто не может помочь.
Её возвращают на остров с усиленной охраной, но она почти не разговаривает, а только играет на скрипке, причём вся семья её навещает. Уже под конец эпизода Джон обнаруживает диск с видео-сообщением от своей покойной жены, Мэри. Он подписан как «Miss you» (англ. «Скучаю по вам»). Неизвестно общее содержание сообщения, однако мы можем слышать постскриптум. Мэри говорит, что какая бы жизнь ни стала страшной, запутанной и пугающей, всегда останутся Джон и Шерлок, сидящие в своей квартире, в их «последнем убежище» — 221Б по Бейкер-стрит.

## Производство
Обстановка Шерринфорда, сверхсекретной тюрьмы, была снята в Форте Святой Екатерины, острове Святой Екатерины поодаль от Castle Beach в Тенби, Пембрукшир, Уэльс.
Музыкант Пол Уэллер исполнил камео, в роли без слов как человек, лежащий на полу в костюме викинга в конце эпизода.

## Саундтрек
| №   | Название                 | Автор(ы)                    | Длительность |
| --- | ------------------------ | --------------------------- | ------------ |
| 1.  | «She Was Different»      | David Arnold, Michael Price | 3:50         |
| 2.  | «Doing a Good Thing»     | David Arnold, Michael Price | 2:17         |
| 3.  | «3 Suspects»             | David Arnold, Michael Price | 2:11         |
| 4.  | «Pick Up»                | David Arnold, Michael Price | 5:15         |
| 5.  | «Brother Mine»           | David Arnold, Michael Price | 2:22         |
| 6.  | «Bones»                  | David Arnold, Michael Price | 3:03         |
| 7.  | «The Hall»               | David Arnold, Michael Price | 3:20         |
| 8.  | «I Had No One»           | David Arnold, Michael Price | 2:15         |
| 9.  | «Open Your Eyes»         | David Arnold, Michael Price | 3:48         |
| 10. | «Always the Grown Up»    | David Arnold, Michael Price | 1:15         |
| 11. | «Are Who You Really Are» | David Arnold, Michael Price | 2:36         |

## Трансляции и критика
В начале дня выпуска эпизода «Последнее дело», 15 января 2017 года, серия просочилась на GoogleDrive, якобы по вине российского дистрибьютора: Первый канал. В Twitter-аккаунте сериала члены команды «Шерлок» признали утечку и просили людей, чтобы те не делились полученной информацией и не распространяли спойлеры до выхода эпизода. После этого Первый канал решил провести своё собственное отдельное расследование случившегося.
«Последнее дело» получил смешанные отзывы от критиков. Среди более положительных отзывов был Шон О’Грейди из The Independent, который дал эпизоду четыре из пяти звёзд, заявив, что «Бенедикт Камбербэтч и Тим (Мартин) Фриман совершают их обычную изысканную общую игру», хотя предполагает «Может быть, Шерлок нуждается в немного большем переосмыслении». В то же время, Майкл Хоган из The Daily Telegraph дал эпизоду пять из пяти звёзд, хваля, что «ослепительный сценарий подаётся весело, волнующе и эмоционально … мы остались с мудрыми Холмсом и Ватсоном». Он также отметил о возможности того, что эта серия является последней серией Шерлока, заявив, что «Если бы это был последний из когда-либо вышедших эпизодов этого сериала, это, конечно, неясно не будет, он работал хорошо, как будто дал знак об окончании передачи». Луиза Меллор из Den of Geek написала "это было интересно смотреть. Веселье и ультра-напряженность с потрясающим, рассекающим сознание толчком. Он действовал очень быстро, затаив дыхание, действовал очень быстро снова, затаив дыхание ещё немного, пока вы думали, что можете упасть в обморок от головокружения ". Отзыв Нилы Дебнат из  Daily Express  был также положительным, она написала: «Я не могу поддержать ошибку жёстко критикующих серию в их мнении, так как Последнее дело удерживает зрителей от начала до конца. Шерлок когтями удержал себя в критическом положении». Два отдельных обзора в The Guardian были положительными, в одном охарактеризовали серию как «намного лучше, чем она выглядела», а в другом написано "Режиссёр Бен Карон с видимой нарядностью далеко за пределами бюджета — и в том числе устрашающе красивый сверхсекретный скрипичный дуэт Шерлока и Эвр — это был прекрасный способ закончить сериал, если завершён Шерлок "
Однако некоторые отзывы были более критичны. Кайте Уэлш из IndieWire резко раскритиковал эпизод, поставив ему оценку B-, написав "Стивен Моффат и Марк Гэтисс дали краткое заключение своим 13-й эпизодом на грустной ноте, размышляя о легенде, которой являются Шерлок и Ватсон. Жаль, что остальные эпизоды после перерыва были таким же месивом, на самом деле " Ян Хайленд из  The Daily Mirror  заявил, что он предпочел бы для конца сериала «время, когда Холмс и Ватсон просто объясняют довольно правдоподобные тайны. Если сериал вернулся к этому, то я бы приветствововал ещё одну или две серии с распростёртыми объятиями». Он сравнил эту серию Шерлока с сериалом BBC Табу, предполагая, что последний будет лучшим телесериалом для тех, кто любит Шерлока. Айа Романо из Вокс также подверг критике этот эпизод, хваля обыкновенную драматургию Шерлока, но критически указал тот факт, что эпизод "терпит крах в запутанном месиве мелодрамы и сумбурности … в этом отношении даже меньше логики ". Романо рассматривал этот эпизод как антикульминация, говоря: «эпизод ощущается, как окно в совершенно другую историю.» Кристофер Стивенс из  Daily Mail  в конечном итоге, весьма критикуя эпизод, дал ноль звёзд из пяти (после его «однозвёздного» обзора эпизода The Six Thatchers), отметив, что игра актёров в «заданиях» Эвр была «неопытная, надуманная, невежественная».